# Río Pativilca
Pativilca es un río de la costa central del Perú. Se encuentra ubicado en la cuenca del mismo nombre.
El río Pativilca nace en las inmediaciones del nevado Pastoruri de la provincia de Recuay y Bolognesi a una altitud mayor a 5.000 m s. n. m. Su curso recorre los distritos de Pachapaqui, Aquia, Huasta, Chiquián, Pacllón, Llaclla, justamente en este Distrito de Llaclla toma el nombre de Río pativilca, Mangas, Canis, Cajamarquilla, Llipa, San Cristóbal de Raján, Aco, Cochas, de la Región Ancash; y parte de la Región Lima Provincias, provincia de Cajatambo; y el distrito de Pativilca en la provincia de Barranca. Desemboca en el Océano Pacífico.

## Afluentes del río Pativilca
Río Achin de Pacllón, río Yanayacu, yaroc de Llaclla, río Chinchis de Llipa, río Rapay de Cajatambo, río Gorgor y río Ocros.
- Datos: Q9072038
- Multimedia: Pativilca River / Q9072038